# 幸主名馬尊
幸主名馬尊（こうしゅめいばそん）は、鎌倉源氏の武士である佐々木四郎高綱並びに梶原源太景季、2人の陣屋の跡として伝えられている。茨城県猿島郡五霞町幸主地内にある。
白馬の「池月」は佐々木高綱の、黒馬の「磨墨」は梶原景時の嫡子梶原景季の愛馬で、ともに名馬として知られた。1184年（寿永3年）、木曾義仲と鎌倉方の源義経、源範頼との間で繰り広げられた宇治川の戦いにおいて、両者がそれぞれの馬に乗って先陣を競った事は、史上「宇治川の先陣争い」として知られる。後に村人は、それぞれの名馬の名をとって、五霞町小福田に磨墨を、五霞町幸主には池月を祭った。今でも名馬様と呼んで、馬の神として厚く信仰されている。